# Paisaje cultural de Sukur
El Paisaje cultural de Sukur está situado en el Área de Gobierno Local de Madagali, en el Estado de Adamawa, en el nordeste de Nigeria. Fue declarado Patrimonio de la Humanidad por la Unesco en el año 1999.
Fue designado debido a sus importantes vestigios —el palacio del Hidi (jefe), los campos de cultivo en terrazas y el pueblo—, que permanecen intactos, así como por la antigua industria del hierro.

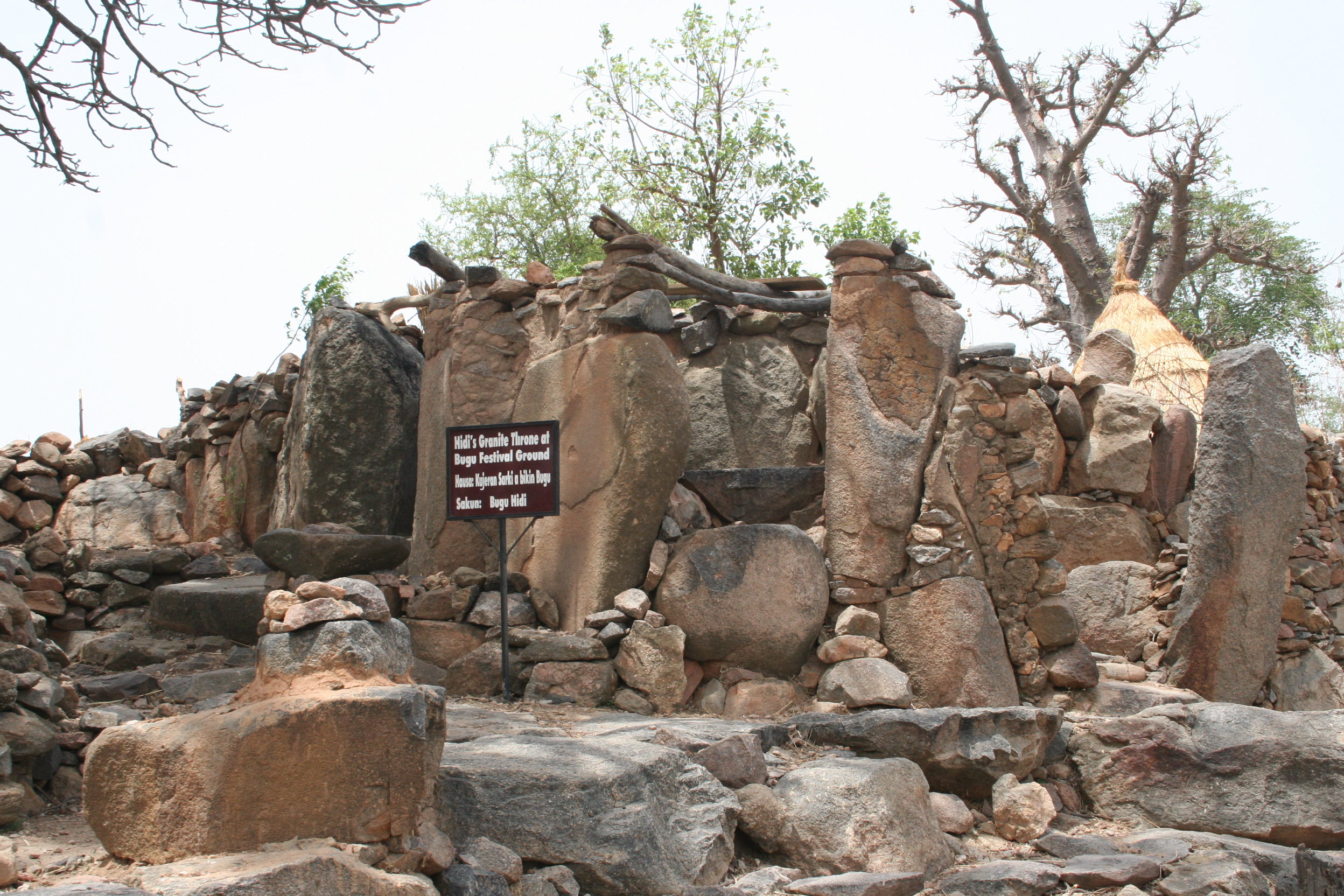
Comunidad de fundición de hierro de la Edad de Piedra de Sukur en el estado de Adamawa, en el norte de Nigeria.